# Sinus Sabaeus
Sinus Sabaeus és una característica d'albedo a la superfície de Mart, localitzada amb el sistema de coordenades planetocèntriques a -7.91 ° latitud N i 20 ° longitud E. El nom va ser aprovat per la UAI l'any 1958 i fa referència a la badia dels sabes, mítica població etíop.